# Eriesee

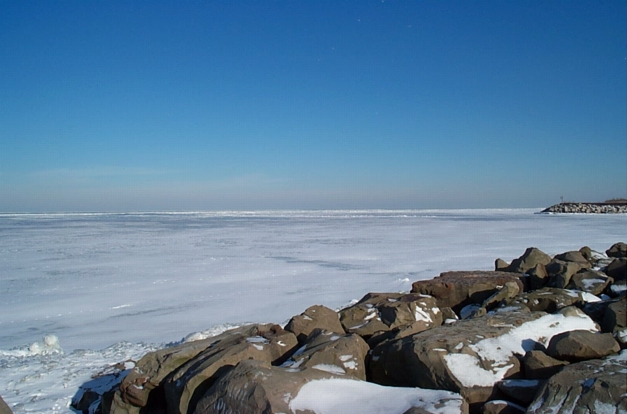
Eriesee im Winter (bei Cleveland)

Der Eriesee (englisch Lake Erie, englische Aussprache [ˌleɪk ˈɪɹi]; französisch Lac Érié) ist der südlichste und viertgrößte der fünf Großen Seen Nordamerikas. Durch ihn verläuft die Grenze zwischen Kanada und den Vereinigten Staaten. Den Zufluss bildet der Detroit River. Über den 56 km langen Niagara River entwässert er in den Ontariosee. Der Eriekanal verbindet den See mit dem 580 Kilometer östlich gelegenen Hudson River. Der Name leitet sich von den Erie-Indianern ab.

## Geographie
Der See liegt auf durchschnittlich 174 m Höhe, seine Fläche beträgt 25.667 Quadratkilometer. Er ist 388 km lang und bis zu 92 km breit, die Uferlinie beträgt 1402 km (inklusive Inseln). Der Eriesee ist der flachste der Großen Seen mit einer durchschnittlichen Wassertiefe von 19 m und einer Maximaltiefe von 64 m. Aufgrund seiner geringen Tiefe weist er auch die höchste Wassertemperatur auf. Das Einzugsgebiet umfasst eine Fläche von rund 58.790 km². Der kanadische Seeanteil beträgt 12.722 km², der US-amerikanische 12.945 km².
Hauptzufluss des Eriesees ist der vom Huronsee und Lake St. Clair her kommende Detroit River. Weitere bedeutende Zuflüsse sind Grand River (Eriesee, Ohio), Grand River (Eriesee, Ontario), Huron River (Eriesee, Michigan), Huron River (Ohio), Maumee River, Sandusky River und Cuyahoga River. Über den Niagara River mit den Niagarafällen ist er mit dem Ontariosee verbunden. Eine Schifffahrtsverbindung besteht über den Wellandkanal, der Teil des Sankt-Lorenz-Seewegs ist. Der Eriekanal war eine historische Schifffahrtsverbindung zum Hudson River, die zunächst im 19. Jahrhundert von großer wirtschaftlicher Bedeutung war und deren kommerzielle Nutzung dann aber in der zweiten Hälfte des 20. Jahrhunderts aufgegeben wurde.
Der Eriesee bildet einen Teil der Grenze zwischen Kanada und den Vereinigten Staaten. Im Norden liegt die kanadische Provinz Ontario, im Süden die US-Bundesstaaten Ohio, Pennsylvania und New York. Am Seeufer befinden sich die Städte Buffalo, Erie, Toledo und Cleveland. Im See liegen insgesamt 27 Inseln, von denen neun zu Ontario und die übrigen zu Ohio gehören. Middle Island ist der südlichste Punkt Kanadas, während der auf einer Halbinsel gelegene Point-Pelee-Nationalpark der südlichste Punkt des kanadischen Festlandes ist. Mit 42 km² Fläche ist die auf kanadischer Seite gelegene Pelee Island die größte Insel des Eriesees.

## Inseln
| - Ballast Island - Big Chicken Island - Chick Island - East Sister Island - Gibraltar Island - Green Island - Gull Island - Hen Island - Johnson’s Island - Kelleys Island - Little Chicken Island - Lost Ballast Island - Middle Island | - Middle Bass Island - Middle Sister Island - Mohawk Island - Mouse Island - North Bass Island - North Harbour Island - Pelee Island - Rattlesnake Island - South Bass Island - Starve Island - Sugar Island - Turtle Island - West Sister Island |

## Weinbau
Seit dem 19. Jahrhundert wird am Eriesee Weinbau betrieben. Die kanadischen Anbaugebiete erstrecken sich am Nordufer sowie auf Pelee Island. Das Weinbaugebiet Lake Erie AVA liegt im amerikanischen Bundesstaat New York.

## Geschichte
1669 entdeckte der Franzose Louis Joliet den Eriesee und ließ einige Jahre später französische Siedlungen errichten.
Am 10. September 1813 kam es im Britisch-Amerikanischen Krieg zur Schlacht auf dem Eriesee zwischen den Schiffen der Briten und der Vereinigten Staaten. Unter dem Kommando von Oliver Hazard Perry siegte die an Schiffen überlegene Marine der Vereinigten Staaten.
Als Handlungsort der Ballade John Maynard von Theodor Fontane über ein Schiffsunglück auf dem Eriesee ging der See in die deutsche Literatur ein.

## Umweltprobleme

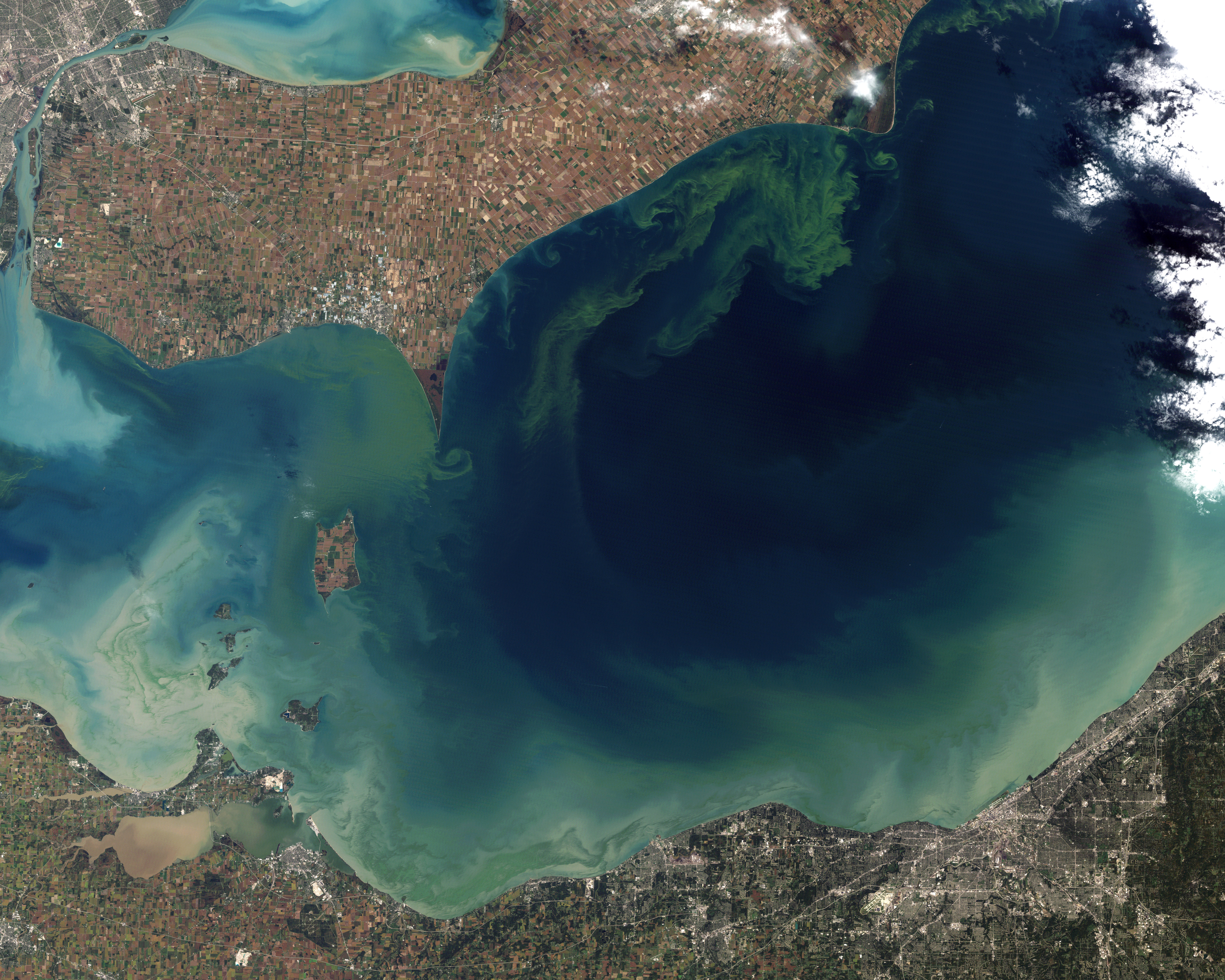
Algenblüte 2011 in der Westhälfte des Eriesees

Der Eriesee ist derjenige der Großen Seen, der am stärksten an Verschmutzungen und Umweltproblemen leidet. Besonders schlecht war sein Zustand in den 1950er und 1960er Jahren, als Industrie- und Haushaltabwässer weitgehend ungeklärt in ihn bzw. seine Zuflüsse eingeleitet wurden. Der See wurde so unter anderem stark mit polychlorierten Biphenylen (PCB) und Quecksilber belastet. Die weit verbreitete Verwendung phosphathaltiger Waschmittel führte zu dieser Zeit zu einer starken Eutrophierung des Sees, was zu regelmäßigen Algenblüten führte. Der Gesamtzustand des Eriesees war so schlecht, dass viele seiner Tierpopulationen gegen Ende der 1960er Jahre kurz vor dem völligen Zusammenbruch standen und er in den Medien schließlich den Spitznamen North America’s Dead Sea (Totes Meer von Nordamerika) erhielt. Die Situation des Eriesees und seiner Zuflüsse wie des Cuyahoga River wurde zu einem Katalysator der Umweltbewegung in den USA. In den 1970er Jahren wurden dann eine Reihe von Maßnahmen ergriffen, um den See zu sanieren. So wurde 1972 der Clean Water Act verabschiedet, das Great Lakes Water Quality Agreement geschlossen und die United States Environmental Protection Agency (EPA) gegründet. Es wurden Kläranlagen gebaut und Phosphat als Bestandteil von Waschmitteln und die Verwendung von PCB verboten. Dies führte zu einem drastischen Rückgang der Algenblüten. Die Tierpopulationen begannen sich zu erholen und in den 1980er Jahren hatte sich der Zustand des Eriesees erheblich verbessert. Er wurde wieder zu einem beliebten Ausflugs- und Freizeitziel, insbesondere auch für Angler und besaß nun den Spitznamen Walleye capital of the world (Glasaugenbarsch-Hauptstadt der Welt) mit einer geschätzten Population von 40 Millionen Glasaugenbarschen.
Mitte der 1990er Jahre kehrte die Algenblüte zurück, diesmal verursacht durch verstärkte Düngung in den landwirtschaftlichen Regionen im Einzugsgebiet des Sees. Der Dünger, darunter auch phosphathaltige Bestandteile, wird dabei durch Regen entweder direkt in den See oder in seine Zuflüsse gespült. Im 21. Jahrhundert wurden die Blüten der giftigen Microcystis-Cyanobakterien zunehmend größer und führten so auch zu einer Gefährdung des dem See entnommenen Trinkwassers. 2011 kam es zur bisher größten Algenblüte in der Geschichte des Sees; sie nahm ein Fünftel seiner Oberfläche ein. Im Sommer 2014 vergiftete eine große Microcystis-Blüte das Trinkwasser in Toledo, wodurch 400.000 Menschen mehrere Tage kein Leitungswasser verwenden konnten.